# Ca la Fou
Ca la Fou o Antiga colònia tèxtil Marçal és una antiga colònia industrial de 28.000 metres quadrats, ubicada al municipi de Cabrera d'Anoia. L'estiu de 2011, la Cooperativa Integral Catalana la va llogar per convertir-la en una colònia amb habitatges i naus per a indústries ecològiques. Forma part de l'Inventari del Patrimoni Arquitectònic de Catalunya.

## Descripció
És un nucli industrial format per diferents construccions que s'han afegit al llarg del temps i, per tant, d'èpoques molt diferents. Les construccions més antigues (l'edifici que fou molí paperer i el nucli més antic) són de pedra i les més recents amb maó. Els sostres són de teules. L'edifici del molí paperer és de tipologia tradicional: rectangular, amb coberta a dues vessants. Consta de tres pisos amb les típiques finestres als dos últims i és construït amb turo (pedra calcària porosa) i en part tapiat.

## Història
Abans del segle XX ja hi ha notícies de molins fariners en aquest lloc de l'Anoia. Un fou el "Molí de Castellet", ja desaparegut, que el 1907 estava entre l'edifici del molí paperer que encara existeix i ca l'Afou, amb el nom de Cal Moliner. A més de la propietat del molí paperer (que havia passat a altres mans), des de mitjans del segle xix hi havia un gros espai ocupat per la fàbrica de filats i la casa dels Marsal, anomenada ca l'Afou. Des de principis del segle XX fins al 1975 podem parlar de "Colònia tèxtil Marçal" de filatures i teixits de cotó. Des del 1976 es dedicà a estampats i confeccions amb el nom de "Contrisa". Actualment, dins d'aquests diferents recintes hi ha 3 o 4 fàbriques diferents llogades: caixes de cabals, confecció...
La colònia va ser construïda el 1890 per Joan Viver i la seva dona, Dolors Marçal, que van projectar una fàbrica de filats i la seva pròpia residència. Abans havia estat un molí de farina. Durant la primera meitat del segle XX fou l'única colònia industrial de tota la comarca de l'Anoia, coneguda com la colònia Marçal, fins que va tancar el 1955. Des de la colònia es pot accedir al molí paperer.

### Col·lectivització

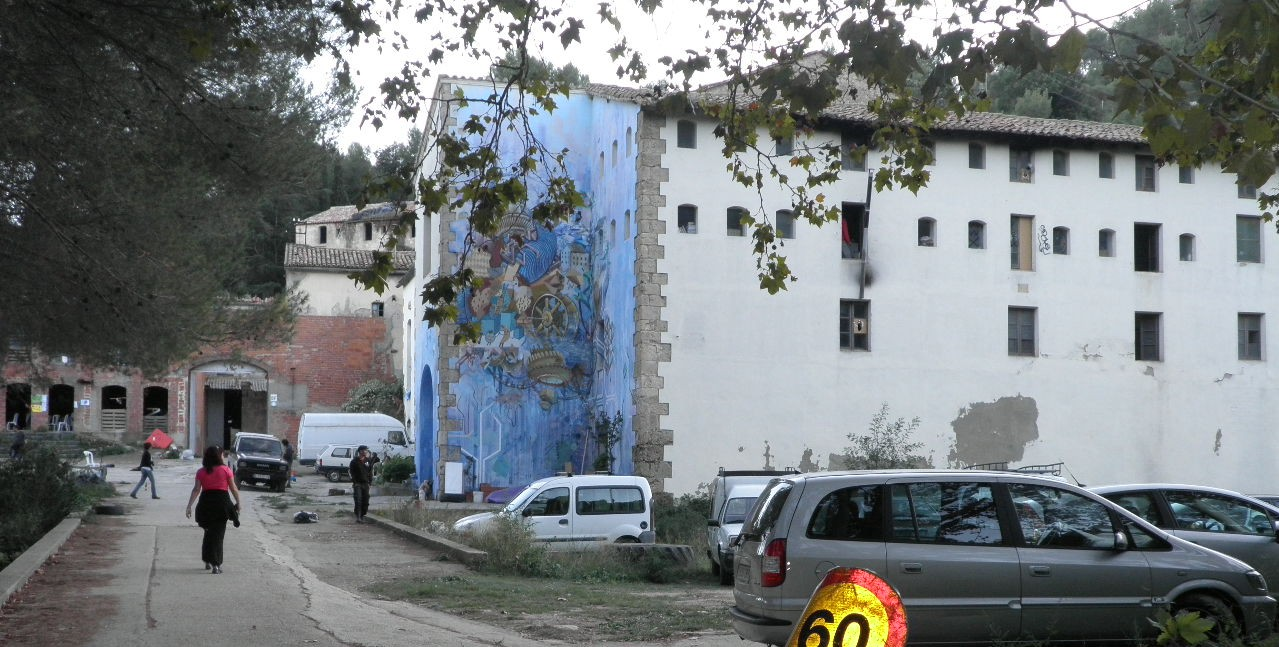
Ca la Fou l'octubre de 2012

El projecte està inspirat en les col·lectivitzacions industrials que van tenir lloc a diversos espais de Catalunya el 1936.
El juliol de 2011, la Cooperativa Integral Catalana (CIC) va llogar la finca amb opció de compra per un termini de deu anys i un import de 400.000 euros. La intenció de la cooperativa és rehabilitar els espais, tant d'habitatge com industrials, per donar nova vida a la finca. Els nous llogaters defineixen el projecte com una colònia ecoindustrial postcapitalista col·lectivitzada. La proposta de l'ecoxarxa va coincidir amb un projecte de l'Ajuntament de Cabrera d'Anoia per instal·lar una incineradora als mateixos terrenys, projecte que es va desestimar quan es va saber que la venda ja estava pactada amb la CIC, entitat formada per unes 300 persones i associacions, entre ells l'Enric Duran, conegut activista.
A la fi de 2011 s'havien adjudicat 21 habitatges i llogat alguns despatxos, i s'havien instal·lat empreses o projectes com Circo Pánico o L'Olla Mòbil. Entre els 27 habitants hi havia informàtics, músics, jardiners, arquitectes, paletes i fusters.

Segons els promotors dels projecte, volen: 
| « | aportar un benefici social, ecològic i econòmic a la comarca de l'Anoia, sensibilitzar i animar la creació d'alternatives. Hem passat de la protesta a la construcció d'alternatives i mecanismes per viure fora del capitalisme de manera pacífica, creativa i cooperativa | » |
| — | |   |